# Östsvenska handelskammaren
Östsvenska Handelskammaren är en privat näringslivsorganisation som verkar för företagen i den östsvenska regionen (Södermanland, Östergötland och Gotland). 
Handelskammaren har tre huvudsakliga uppgifter: utveckla regionen och det regionala näringslivet genom att till exempel verka för bättre infrastruktur, ge service till medlemmarna inom internationell handel, samt genom affärsnätverk och kompetensutveckling underlätta för de anställda i regionen att utvecklas och på så vis stärka företagens lönsamhet.
Östsvenska Handelskammaren är en av elva handelskamrar i Sverige. Den viktigaste skillnaden mellan en handelskammare och näringslivsorganisationer som exempelvis Företagarna och Svenskt Näringsliv, är rollen som oberoende tredje part vid exempelvis värderingar och utfärdandet av vissa exportintyg samt den starka regionala rollen. Andra organisationer har regionkontor, men styrs centralt. Handelskamrar är regionala och verkar för regionen. Dessutom är handelskamrar helt privata, och finansieras inte av statliga medel - därmed kan handelskamrarna vara politiskt oberoende.
Östsvenska Handelskammaren har funnits sedan 1913. Handelskammaren har kontor i Norrköping, Linköping och Nyköping.
Den viktigaste påverkansfrågan för Östsvenska Handelskammaren är att få till stånd byggandet av Ostlänken, en dubbelspårig snabbtågsjärnväg mellan Järna och Linköping.